# E. Jason Wambsgans
E. Jason Wambsgans (* ?, Detroit) je americký fotoreportér pracující pro Chicago Tribune. Za portrétní fotografie oběti přestřelky v Chicagu mu byla udělena Pulitzerova cena za fotografii.

## Mládí
Wambsgans se narodil v Detroitu a vystudoval Central Michigan University. 

## Kariéra
Wambsgans byl jedním ze tří novinářů oceněných Pulitzerovou cenou za fotografii v roce 2017. Autorova vítězná série sledovala po dobu tří měsíců desetiletou oběť střelby z Chicaga, během níž si Wambsgans vytvořil osobní vztah s dítětem.
Wambsgans pracuje pro Chicago Tribune jako zaměstnaný fotograf od roku 2002 a fotografuje příběhy odrážející dění ve městě a okolí města. Wambsgans. Pracoval mimo jiné také na článku o americkém právníkovi Zachary Fardonovi, který rezignoval na svou pozici kvůli tomu, že prezident Trump požádal všech 46 amerických právníků, kteří byli pod Obamou, aby odstoupili. Kromě své práce pro Chicago Tribune provozuje Wambsgans účet na Instagramu věnovaný černobílé fotografii zachycené jeho mobilním telefonem.